# 인천지방해양수산청
인천지방해양수산청(仁川地方海洋水産廳, Incheon Regional Office of Oceans and Fisheries)은 대한민국 해양수산부의 소속기관이다. 2015년 1월 6일 발족하였으며, 인천광역시 중구 서해대로 365-1에 위치하고 있다. 청장은 고위공무원단 나등급에 속하는 일반직공무원으로 보한다.

## 직무
- 해상운송사업, 선박 등록 및 검사
- 선원근로감독 등 선원 관련 업무
- 항만 운영 및 연안역 관리
- 전산기기 운영·관리와 전산업무 개발
- 항만건설공사, 항만재개발 및 항만시설 유지·보수
- 어항의 건설 및 관리
- 항로표지시설 설치·유지 및 보수
- 공유수면 관리·매립 및 연안 관리
- 해양환경보전
- 어업경영체의 등록 및 관리
- 자율관리어업공동체 지도에 관한 사항

## 연혁
- 1883년 1월 1일: 인천항 개항.
- 1945년 9월 11일: 미군정청 운수부 인천항무청.
- 1948년 8월 15일: 교통부 인천해사국.
- 1955년 12월 12일: 해무청 소속으로 인천지방해무청 설치.
- 1961년 10월 2일: 교통부 소속 인천지방해운국으로 개편.
- 1976년 3월 13일: 항만청 소속 인천지방항만관리청으로 개편. 소속기관으로 인천항·군산항건설사무소와 갑문관리소 설치.
- 1977년 12월 16일: 해운항만청 소속 인천지방해운항만청으로 개편.
- 1980년 5월 6일: 군산항건설사무소 폐지.
- 1987년 1월 16일: 평택출장소 설치.
- 1996년 8월 8일: 해양수산부 소속으로 변경.
- 1997년 5월 24일: 인천지방해양수산청으로 개편.
- 2003년 7월 25일: 평택출장소를 평택지방해양수산청으로 승격시켜 분리.
- 2005년 8월 5일: 갑문관리소 폐지.
- 2008년 2월 29일: 국토해양부 소속 인천지방해양항만청으로 개편.
- 2011년 9월 19일: 경인해양사무소 설치. 소속기관으로 김포출장소 설치.
- 2013년 3월 23일: 해양수산부 소속으로 변경. 인천항건설사무소 폐지.
- 2015년 1월 6일: 인천지방해양수산청으로 개편. 해양사무소를 해양수산사무소로 개편.
- 2015년 1월 6일: 김포출장소 폐지.

## 관할구역
- 서울특별시
- 인천광역시
- 경기도 김포시·부천시·고양시·의정부시·남양주시·파주시·구리시·동두천시·포천군·양주군·가평군·연천군·시흥시·안산시 단원구 대부북동

## 조직

### 청장
- 운영지원과[1]
- 선원해사안전과[1]
- 항만물류과[1]
- 해양수산환경과[2]
- 항로표지과[1]
- 계획조사과[3]
- 항만개발과[1]
- 항만정비과[1][4]

## 소속기관

### 경인해양수산사무소
경인해양수산사무소(京仁海洋水産事務所)는 경인항과 경인아라뱃길의 운용을 전담하기 위하여 설립된 대한민국 해양수산부 인천지방해양항만청 소속기관으로 경인해양사무소장(5급)은 행정사무관·해양수산사무관·공업사무관 또는 방송통신사무관으로 보한다. 인천광역시 서구 오류동 경인아라뱃길 아라타워 2층에 있다.

#### 연혁
- 2011년 9월 19일 해양수산부 인천지방해양항만청 경인해양사무소 개소
- 2015년 1월 8일 경인해양수산사무소로 개칭 및 경인해양사무소 김포출장소 폐지

#### 주요 업무
- 인천부두운영(운항회의 포함) 관리
- 항만운송사업체 지도 및 감독
- 개항질서법 운영 및 개항단속
- 관공선 관리 운영 및 지도
- 선박통항안전 및 선박 점검
- 입출항 신고수리 및 항만시설 사용허가
- 인천신항 항만공사용 기계 및 장비의 운용과 유지, 수선

#### 조직
- 경인해양사무소장
  - 관리담당
  - 선박
  - 표지
  - 관제

#### 소속기관

##### 폐지된 소속기관

###### 김포출장소
경인해양사무소 김포출장소는 경인해양사무소의 업무를 지원하기 위해 설립된 대한민국 해양수산부 인천지방해양항만청 경인해양사무소 소속기관으로 김포출장소장(6급)은 행정주사 또는 인천출장 보관됨 2021-07-17 - 웨이백 머신 해양수산주사로 보한다. 경기도 김포시 고촌읍 전호리 224-1에 위치하고 있다. 2015년 1월 8일부로 폐지되었다.

#### 주요 업무
- 김포부두 운영(운항회의 포함) 관리,마리나사업, 보안
- 김포부두 선박등록 및 선원업무

## 같이 보기
- 인천해양경비안전서
- 인천항해상교통관제센터
- 인천항만공사
  - 인천항보안공사
- 인천대학교